# Silvino García Martínez
Silvino García Martínez (* 4. Juli 1944 in Havanna) ist ein kubanischer Schachspieler.
Die kubanische Einzelmeisterschaft konnte er viermal gewinnen: 1968 in Santiago de Cuba, 1970 in Havanna, 1973 in Cienfuegos und 1979 in Santiago de Cuba. Er spielte für Kuba bei zehn Schacholympiaden: 1966 bis 1974 und 1978 bis 1986. Außerdem nahm er einmal an der panamerikanischen Meisterschaft (1971) teil.
Im Jahre 1969 wurde ihm der Titel Internationaler Meister (IM) verliehen. Der Großmeister-Titel (GM) wurde ihm 1975 verliehen.
| Hier fehlt eine Grafik, die leider im Moment aus technischen Gründen nicht angezeigt werden kann. Wir arbeiten daran! |